# Скандолара Рипа д'Ольо
Скандола̀ра Рѝпа д'О̀льо (на италиански: Scandolara Ripa d'Oglio, на местен диалект: Scandulèra, Скандулера) е село и община в Северна Италия, провинция Кремона, регион Ломбардия. Разположено е на 47 m надморска височина. Населението на общината е 6267 души (към 2010 г.).